# ゲノフェーファ (小惑星)
ゲノフェーファ (680 Genoveva) は、小惑星帯に位置する小惑星である。ハイデルベルクのケーニッヒシュトゥール天文台でアウグスト・コプフによって発見された。
ドイツの作曲家ロベルト・シューマンの唯一のオペラ『ゲノフェーファ』にちなんで命名された。そのゲノフェーファは中世ヨーロッパの伝説上の貞女の名前である。